# Мартин Агрікола
Мартин Агрікола (нім. Martin Agricola; *6 січня 1486, Свебодзін — †10 червня 1556, Магдебург) — німецький композитор, педагог та теоретик музики. Справжнє ім'я Sohr чи Sore.

## Біографія
З 1510 року був учителем музики в Магдебурзі, у 1526 році отримав там місце кантора і керівника міської музики («муздиректора»).
В магдебурзьких церквах Агрікола ввів німецький хорал і був серед перших музикантів, які замінили в Німеччині табулатуру партитурою. Автор шести музично-теоретичних трактатів і однієї компіляції, які (у зв'язку з його протестантськими переконаннями) прагнув писати по-німецьки (втім, з великою кількістю «латинізмів»). Особливо значущим є його віршований підручник «Інструментальна музика, по-німецьки» (1528) з численними зображеннями актуальних для того часу музичних інструментів.
Для своїх трактатів написав понад 200 прикладів чотириголосної музики. Збірка з 54 канонів на cantus firmus, складених Агріколою бл. 1545 року в дидактичних цілях (як навчальний посібник для німецьких музичних шкіл), — цінний пам'ятник німецької інструментальної музики XVI століття.

## Твори
- Короткий виклад теорії музики по-німецьки («Eine kurze deutsche Musica», Віттенберг, 1528; третє видання під назвою «Хорова музика по-німецьки» — «Musica choralis deutsch», 1532).[5]
- Інструментальна музика по-німецьки («Musica instrumentalis deutsch», Віттенберг, 1529); друга редакція — там же, 1545).
- Багатоголоса музика по-німецьки («Musica figuralis deutsch» (Віттенберг, 1532)[6]; з додатком «Про числові відношення» (De proportionibus).
- Схолії до праці про плавну музику[7] Венцеслава Філомата («Scholia in musicam planam Venceslai Philomatis»; s.l., 1538).
- Основи музики («Rudimenta musices», Віттенберг, 1539).
- Публічні питання про музику («Quaestiones vulgatiores in musicam», Магдебург, 1543).[8]
- Музичні витяги з попередніх праць про музику («Musicae ex prioribus editis musicis excerpta», Магдебург, 1547).